# Ramsey Campbell
John Ramsey Campbell (Merseyside, Liverpool, 4 de gener de 1946) és un novel·lista i editor britànic, considerat per la crítica un dels grans mestres del relat d'horror contemporani.
A causa de la seva preocupació per les qüestions formals, es té a Ramsey Campbell per un dels millors estilistes del gènere. Igual que Robert Bloch, va ser autor molt precoç. El seu primer llibre de contes, molt influït per H. P. Lovecraft, The Inhabitant of the Lake and Less Welcome Tenants (“L'habitant del llac i altres mal trobats visitants”), pot enquadrar-se dins dels Mites de Cthulhu. Aquest llibre va ser publicat per l'editorial Arkham House en 1964. In a 2021 appreciation of his collected works, The Washington Post said, "[t]aken together, they constitute one of the monumental accomplishments of modern popular fiction." L'autor, per consell del seu editor, August Derleth, va reescriure moltes de les seves primeres històries, que havia situat en localitzacions Lovecraftianas (llocs de Massachusetts com Arkham, Dunwich, Innsmouth…), reubicant-les en la seva terra, Anglaterra, en llocs imaginaris com “Brichester”, pròxim al “Riu i Vall de Severn”, segons el model de Lovecraft.
Amb la més original col·lecció de relats Demons by Daylight (1973), Campbell va tractar d'allunyar-se de l'empremta de Lovecraft, encara que el llibre contenia alguns elements dels Mites. Altres relats com The End of a Summer's Day ("El final d'un dia d'estiu") i Concussion ("Commoció"), van mostrar a un Campbell més madur, amo d'un estil propi que es caracteritzava principalment per l'adopció del punt de vista de ments malaltes i distorsionades, a més d'una gran riquesa metafòrica per a donar vida objectes inanimats i de continus canvis d'orientació en l'estructura narrativa.
L'autor ha publicat un gran nombre de llibres des de llavors. Moltes de les seves millors històries poden trobar-se en Alone with the Horrors (“Només entre els horrors”, 1993).
Campbell ha escrit simultàniament novel·les realistes i sobrenaturals. Entre les primeres cal destacar The Face That Must Die ("El rostre que havia de morir", 1983), la història d'un assassí en sèrie de tendència homofóbica, comptat des del punt de vista d'aquest. Un assassí no tan terrible apareix en The Count of Eleven (“El compte d'onze”, 1991), que desplega tota la gràcia de Campbell per al joc de paraules. Campbell ha afirmat, sobre aquest tema, que a vegades resulta contraproduent l'ús d'aquest recurs, ja que a un li costa deixar de semblar divertit encara que el tema l'exigeixi. Una altra novel·la realista d'interès: The One Safe Place (“L'únic lloc segur”, 1995), un thriller amb personatges ben delineats en el qual s'analitzen problemes socials com la pobresa i l'abús de menors.
El grup de les seves novel·les sobrenaturals inclou Incarnate (“Encarnat”, 1983), que difumina les fronteres entre somni i realitat, i Midnight Sun (“Sol de mitjanit”, 1990), en el qual una entitat extraterrestre tracta de penetrar en la Terra a través de la ment d'un escriptor de contes infantils. Aquesta novel·la revela la influència d'autors com Algernon Blackwood i Arthur Machen, així com l'omnipresent Lovecraft. També ha d'esmentar-se la novel·la Needing Ghosts (1990, “Fantasmes necessitats”), una fantasia que barreja horror i comicitat.
Dins de la seva faceta d'editor, Campbell ha tret a la llum antologies com New Tales of the Cthulhu Mythos (1980), New Terrors (1980), els primers cinc volums de Best New Horror (1990-1994), i Uncanny Banquet (1992).
Campbell està casat i té dos fills. Continua vivint en Merseyside, on, donada la seva gran afició, col·labora amb la BBC en un programa de crítica cinematogràfica.

## Premis literaris
- 1978 "The Chimney", Premi Mundial de Fantasia, Millor narració curta[7]
- 1978 "In The Bag", British Fantasy Award, Millor narració curta
- 1980 The Parasite, British Fantasy Award, Millor novel·la
- 1980 "Mackintosh Willy", Premi Mundial de Fantasia, Millor narració curta[7]
- 1981 To Wake the Dead (més tard, the Parasite), British Fantasy Award, Millor novel·la[8]
- 1985 Incarnate, British Fantasy Award, Millor novel·la[9]
- 1988 The Hungry Moon, British Fantasy Award, Millor novel·la[10]
- 1989 The Influence, British Fantasy Award, Millor novel·la,[11] and Premios Gigamesh, 1994 (for Spanish translation, Ultratumba)
- 1989 Ancient Images, Children of the Night Award, Millor novel·la[12]
- 1991 Midnight Sun, British Fantasy Award, Millor novel·la[13]
- 1991 Best New Horror (co-edited with Stephen Jones), British Fantasy Award and Premi Mundial de Fantasia, Best Anthology or Collection
- 1994 Alone with the Horrors, Stoker Award of the Horror Writers of America, Best Collection; Premi Mundial de Fantasia, Best Collection[7]
- 1994 The Long Lost, British Fantasy Award, Millor novel·la[14]
- 1994 Liverpool Daily Post & Echo Award for Literature
- 1995 Premio alla Carriera a Ramsey Campbell, Fantafestival, Rome
- 1998 The House on Nazareth Hill, International Horror Guild, Millor novel·la
- 1999 Grand Master Award, World Horror Convention, Atlanta, Georgia
- 1999 Lifetime Achievement Award of the Horror Writers Association
- 1999 Ghosts and Grisly Things, British Fantasy Award, Millor col·lecció
- 2002 Ramsey Campbell, Probably, International Horror Guild, Millor no ficcií i Premi Stoker dels autors de terror d'Amèrica,
- 2003 Told by the Dead, British Fantasy Award, Millor col·lecció
- 2006 Howie Award of the H P Lovecraft Film Festival for Lifetime Achievement
- 2007 Living Legend Award of the International Horror Guild
- 2008 The Grin of the Dark, British Fantasy Society, Millor novel·la[15]
- 2015 Honorary Fellowship of John Moores University, Liverpool, for "outstanding services to literature"
- 2015 Letters to Arkham, British Fantasy Award, Millor no ficció
- 2015 Premi Mundial de Fantasia, Premi al a vida
- 2016 The Searching Dead, Children of the Night Award a la Millor novel·la
- 2017 Premio Sheridan Le Fanu a la carrera de Campbell (donat a Madrid)

## Estudis sobre l’autor
- Allart, Patrice (2017). Psychose à Arkham—Les Itinéraires de Robert Bloch et Ramsey Campbell. L’Œil du Sphinx.
- Ashley, Michael (1980). Fantasy Reader's Guide to Ramsey Campbell. Borgo Press.
- Campbell, Ramsey; Dziemanowicz, Stefan; and S.T. Joshi (1995). The Core of Ramsey Campbell: A Bibliography & Reader's Guide. Necronomicon Press.
- Cooke, Jon B., ed. (1991). Tekeli-li! Journal of Terror 3 (special Ramsey Campbell number).
- Crawford, Gary William (1985). "Urban Gothic: The Fiction of Ramsey Campbell", in Darrell Schweitzer, ed., Discovering Modern Horror Fiction. Starmont House. Pp. 13–20.
- ——— (1988). Ramsey Campbell, Starmont House.
- ———, ed. (2014). Ramsey Campbell: Critical Essays on the Modern Master of Horror. Studies in Supernatural Literature). Scarecrow Press.
- Fry, Gary (2015). "A New Place to Hyde: Self and Society in Ramsey Campbell’s Think Yourself Lucky", in s j bagley and Simon Strantzas, eds., Thinking Horror Volume 1. TKHR, pp. 25-35.
- Joshi, S. T. (2001). The Modern Weird Tale. McFarland & Co.
- ——— (2009). Classics and Contemporaries: Some Notes on Horror Fiction. Hippocampus Press.
- ——— (2001). Ramsey Campbell and Modern Horror Fiction. Liverpool University Press.
- ———, ed. (1994). The Count of Thirty. Necronomicon Press.
- ———, (2021) Ramsey Campbell: Master of Weird Fiction, PS Publishing.
- Menegaldo, Giles (1996). "Gothic Convention and Modernity in John Ramsay [sic] Campbell's Short Fiction", in Victor Sage and Allan Lloyd Smith, eds. Modern Gothic: A Reader. Manchester University Press. Pp. 189-97.